# Campylaea planospira
Campylaea planospira (Lamarck, 1822) è un mollusco gasteropode della famiglia Helicidae endemico dell'Italia.

## Descrizione
La conchiglia, larga 20–33 mm e alta 10–14 mm, è di colore bruno corneo con bande di tonalità più chiara, leggermente striata e molto finemente e densamente granulata. L'ombelico è aperto e profondo. Il peristoma è bianco. Le forme giovanili presentano una peluria setolosa all'esterno del guscio, che talora persiste anche negli adulti. 

## Biologia
È una specie rupicola, con abitudini notturne.

### Riproduzione
Come gran parte delle chiocciole, C. planospira è ermafrodita, cioè ogni individuo possiede sia organi riproduttivi maschili che femminili; non è tuttavia in grado di autofecondarsi (ermafroditismo insufficiente).

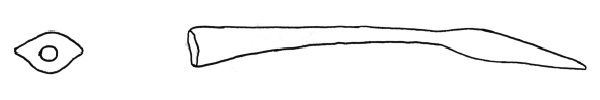
Schema del dardo di Chilostoma planospira.
Visione trasversa (a sinistra) e laterale (a destra).

Al pari di altri elicidi gli adulti sessualmente maturi sono dotati di dardi di materiale calcareo che durante i preliminari dell'accoppiamento vengono lanciati verso il partner, trafiggendolo. Il significato funzionale di queste strutture è ancora oggetto di studio ma pare che veicolino sostanze mucose in grado di stimolare la recettività nei confronti degli spermatozoi, aumentando così il successo riproduttivo.

## Tassonomia e distribuzione
Comprende le seguenti sottospecie:
- Chilostoma planospira benedictum (Kobelt, 1872) - endemica della Sicilia
- Chilostoma planospira occultatum (Paulucci, 1886) - diffusa in Italia meridionale
- Chilostoma planospira planospira (Lamarck, 1822) - diffusa in tutta la penisola (prevalentemente sull'Appennino)
- Chilostoma planospira setulosum (Briganti, 1825) diffusa in Italia meridionale e Sicilia

La sottospecie Chilostoma planospira macrostoma (Rossmässler, 1837), endemica della Sicilia, possiede caratteristiche che ne giustificano l'inquadramento come specie a sé stante (Chilostoma macrostoma).